# Berkenyevirágmoly
A berkenyevirágmoly (Argyresthia conjugella) a valódi lepkék (Glossata) alrendjébe tartozó pókhálós molyfélék (Yponomeutidae) családjának egyik, hazánkban csak alkalomszerűen előforduló faja.

## Elterjedése, élőhelye
Palearktikus faj. Első hazai példányai 1959-ben kerültek elő a keszthelyi fénycsapdából.

## Megjelenése
Barna szárnya sárgán foltozott. A szárny fesztávolsága 13–14 mm.

## Életmódja
Évente egy nemzedéke nő fel. A bábok telelnek át a talajban.
A lepkék nyáron rajzanak. Petéiket elsősorban a berkenye (Sorbus; főként a Sorbus aucuparia, másodsorban az alma gyümölcsére rakják. Egy-egy gyümölcsbe akár 25 hernyó is befurakodhat, és ilyenkor a gyümölcs deformálódik.
Kárképe markánsan különbözik almamolyétól: hernyói a gyümölcs héja alatt aknáznak. Összevissza kanyargó járatokat rágnak az alma húsába, és eközben nem hatolnak be a magházba. A hernyók a nyár végére fejlődnek ki. Ekkor finom szálon leereszkednek a talajra, és ott bebábozódnak.